# Gdula
Gdula – amerykański zespół i konstruktor wyścigowy, założony przez Eda Gdulę i uczestniczący w Indianapolis 500 w latach 1947–1951 (jako konstruktor) i 1953 oraz 1957–1958 (wyłącznie jako zespół).

## Wyniki w Indianapolis 500

### Jako konstruktor
| Rok  | Kierowca    | Nr | Kwal. | Wynik | Okr. | Lider | Uwagi | Źródło |
| ---- | ----------- | -- | ----- | ----- | ---- | ----- | ----- | ------ |
| 1948 | Ralph Pratt | 87 | NZ    |       |      |       |       | [ 2 ]  |
| 1949 | ?           | 76 | NZ    |       |      |       |       | [ 3 ]  |
| 1950 | Ralph Pratt | 47 | NZ    |       |      |       |       | [ 4 ]  |
| 1951 | Bill Boyd   | 42 | NZ    |       |      |       |       | [ 5 ]  |

### Jako zespół
| Rok  | Kierowca        | Nr | Kwal. | Wynik | Okr. | Lider | Uwagi   | Źródło |
| ---- | --------------- | -- | ----- | ----- | ---- | ----- | ------- | ------ |
| 1953 | Johnny Fedricks | 46 | NZ    |       |      |       |         | [ 6 ]  |
| 1957 | Johnny Fedricks | 71 | NZ    |       |      |       |         | [ 7 ]  |
| 1958 | Chuck Weyant    | 89 | 29    | 24    | 38   | 0     | wypadek | [ 8 ]  |